# مصنع رونو الجزائر
مصنع رينو الجزائر، هو مصنع لصناعة السيارات علامة رينو مصنع مشترك بين الجزائر وفرنسا، يقع بمنطقة وادي تليلات بولاية وهران غرب الجزائر بقدرة انتاجية 000 150 سيارة سنويا، تم تدشينه رسميا يوم الإثنين 10 نوفمبر 2014، الموافق لـ 17 محرم (1436) هجرية. معلنا كبدايا عن ميلاد أول سيارة من نوع رينو سيمبول 3، قام بتدشينه كل من الوزير الأول عبد المالك سلال والرئيس المدير العام للمجمع رينوالسيد كارلوس غصن مرفوقين بوزراء البلدين وزير الصناعة الجزائري عبد السلام بوشوارب ونظيره الفرنسي السيد لوران فابيوس وزير الشؤون الخارجية والتنمية الدولية. وحسب الاتفاق المبرم بين البلدين عام 2055حول المبلغ المالي للإستثمار، وطاقة الإنتاج ومراحل الإنتاج، وأنواع السيارات التي يتم تصنيعها، ونسبة الإدماج للقطاع الغيار المصنع المحلي، وتسويق السيارات المصنعة.

## المبلغ ووجهة التسويق
فما يخص المبلغ المالي الإجمالي للإستثمار، تم الاتفاق على مبلغ 1 مليار يورو، وطاقة الإنتاج عبر 3 مراحل. في المرحلة الأولى 000 25 ألف سيارة خلال عام 2015
000 150 سيارة كل سنة بدايتا من سنة 2018. أما الانواع المصنعة فهي 3 أنواع. هم رينو سامبول سلسلة 3 (Renault Symbol III)، ورينو ستيبواي (Renault Stepway)، ورينو كليو 4 (Renault Clio IV). فما يخص إدماج قطاع الغيار المصنع المحلي بنسبة على الاقل 50 % خلال 5 سنوات بداية من السنة الأولى للإنتاج. اما التسويق السيارات فهو موجه إلى السوق المحلي وإلى التصدير إلى الخارج.

## رينو سيمبول 3

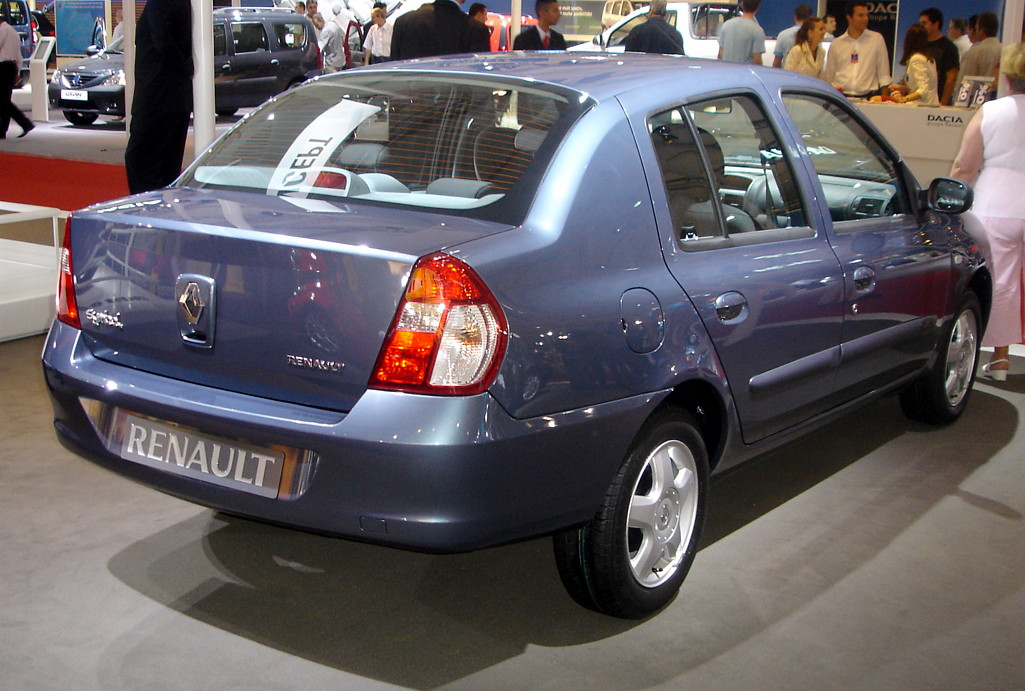
رينو سيمبول

تم الكشف عن الجيل الثالث من رينو سيمبول في معرض السيارات 2012 بإسطنبول. ويتميز هذا الجيل بأنه نسخة هوية من الجيل الثاني لسيارة داسيا لوغان التي يتم تصنيعها في بورصا بتركيا، والجزائر.

## داسيا سانديرو

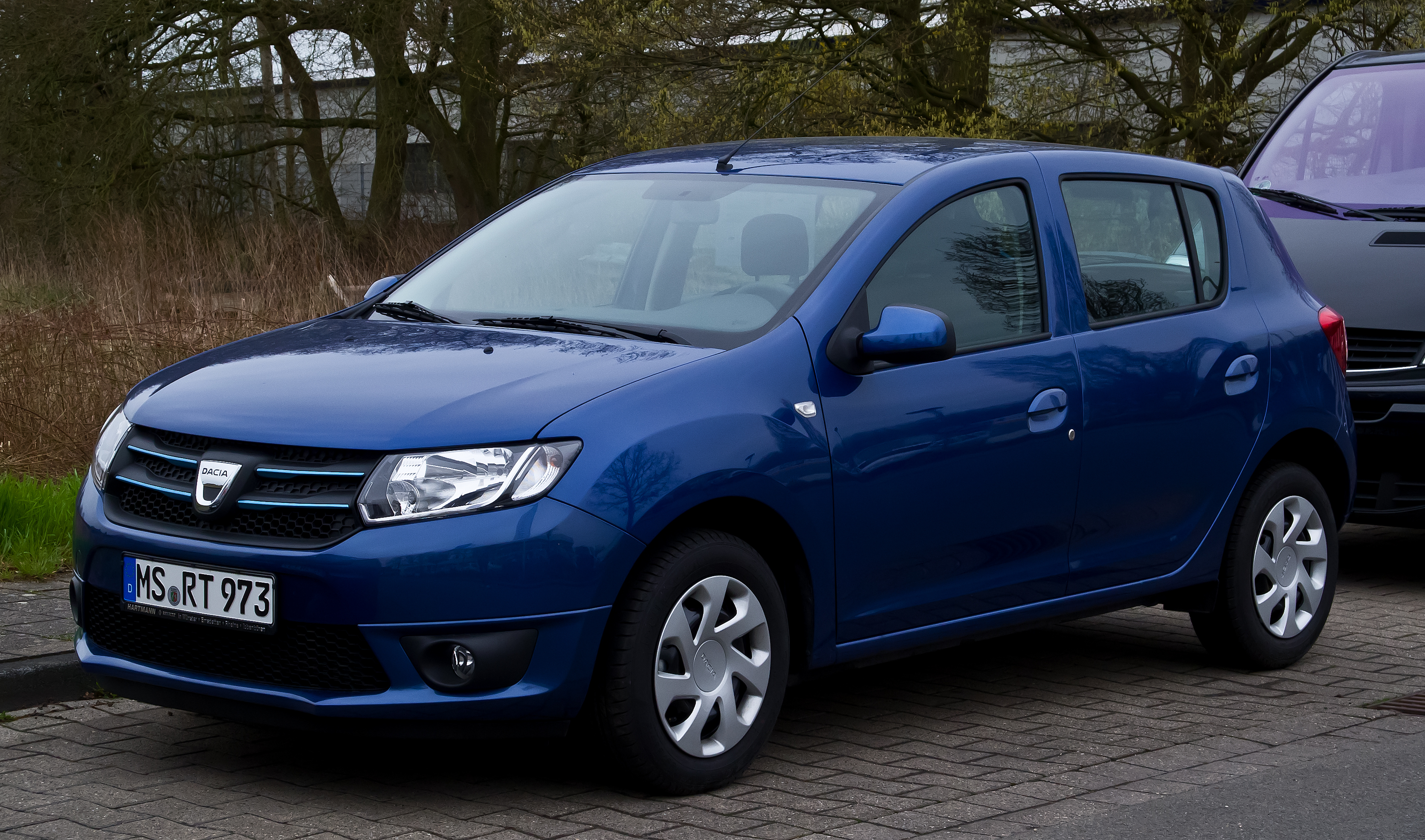
داسيا سانديرو

داسيا لوغان (بالفرنسية: Dacia Logan) سيارة تنتج في الجزائر في مصنع وهران، وبدأ الإنتاج، وتعتبر أكثر السيارات شعبية في الجزائر

## البطاقة الفنية لمصنع
مبلغ الاستثمار: 1 مليار يورو
ملكية المصنع عبر الشراكة
| ملكية المصنع | الجزائر | فرنسا |
| ------------ | ------- | ----- |
| نسبة         | 51 %    | 49 %  |

المراحل الإنتاج
| المراحل الثلاث  | الإنتاج                 |
| --------------- | ----------------------- |
| المرحلة الاولى  | 000 25 الف سيارة (2015) |
| المرحلة الثانية | 000 75 الف سيارة (2016) |
| المرحلة الثاثة  | 000 150 الف سيارة سنويا |

أنواع السيارات المصنعة
| رينو | Renault Symbol III |
| رينو | Renault Stepway    |
| رينو | Renault Clio IV    |

## وصلات خارجية
- رونو الجزائر